# Адріана Лекуврер
«Адріана Лекуврер» (італ. Adriana Lecouvreur) — опера на чотири дії Франческо Чілеа на італійське лібрето Артуро Колатті за мотивами п'єси «Адріана Лекуврер» 1849 року Ежена Скріба та Ернеста Леґуве. Вперше опера була виконана 6 листопада 1902 року в театрі Ліріко в Мілані.

## Контекст
П'єса Скріба і Леґуве, яка стала основою для лібретиста Чілеа, також щонайменше була використана трьома різними лібретистами для опер, що мають точно таку саму назву — «Адріана Лекуврер», і написана трьома композиторами. Першою була опера на три дії Томмазо Бенвенуті (прем'єра якої відбулася у Мілані в 1857 році). Наступні дві — ліричні драми на чотири дії Едоардо Вера (на лібрето Ахілла де Лазьєра), прем'єра якої відбулася в Лісабоні 1858 року, та Етторе Перосіо (на лібрето його батька) з прем'єрою в Женеві у 1889 році. Однак, після того, як Чілеа написав власну «Адріану», жодна з попередніх опер більше не виконувалася, і вони залишаються в основному невідомими дотепер.
За основу опери взято життя французької актриси Адрієни Лекуврер (1692—1730). Хоча в опері є деякі реальні історичні постаті, епізод, який вона переказує, значною мірою вигаданий; сюжет опери зі смертю від отруєних фіалок часто вважають найменш реалістичним веризмом. Її часто критикують як оперу з одним із найбільш заплутаних текстів, який коли-небудь був написаний для сцени, а скорочення, які часто присутні під час виконання, лише ускладнюють сприйняття історії. Тривалість типового сучасного виступу становить близько 135 хвилин (без урахування антрактів).

## Історія виконання
Прем'єра опери відбулася в театрі Ліріко, Мілан, 6 листопада 1902 року з відомою веричною співачкою-сопрано Анжелікою Пандольфіні в головній ролі, тенором Енріко Карузо в ролі Мауріціо та ліричним баритоном Джузеппе де Лука у ролі Мішонне.

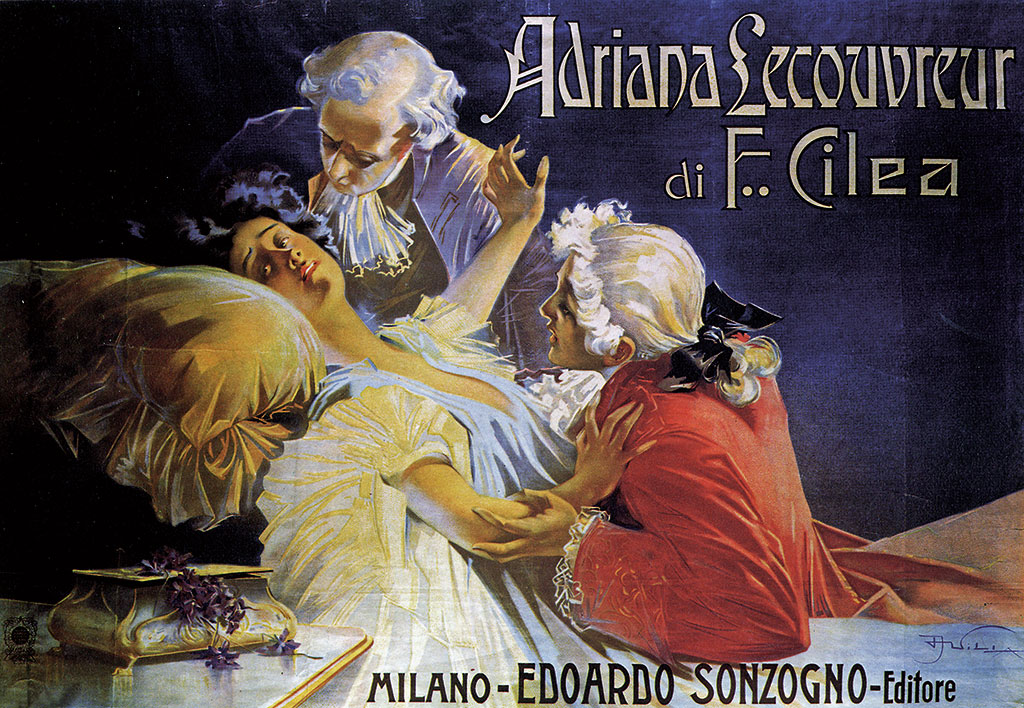
Плакат опери «Адріана Лекуврер» Франческо Чілеа, Мілан, 1902

Опера вперше була виконана в США оперною компанією «Сан-Карло» 5 січня 1907 року в Французькому оперному театрі в Новому Орлеані з Тарквінією Тарквіні у головній ролі. Прем'єра в Метрополітен-опера відбулася 18 листопада 1907 року (з Ліною Кавальєрі та Карузо). Однак у цьому сезоні було проведено лише три вистави, що значною мірою було пов'язано із погіршенням стану здоров'я Карузо. Нова остановка в Метрополітен-опера була вже аж у 1963 році. Постановка 1963 року продовжувала переглядатись у тому ж театрі з різними співаками протягом наступних десятиліть. Саме в головній ролі цієї опери у 1968 році дебютуваві іспанський тенор Пласідо Домінго разом з Ренатою Тебальді у головній ролі. Він знову співав ув опері «Адріана Лекуврер» у лютому 2009 року.
Титульна роль в опері «Адріана Лекуврер» завжди була улюбленою в сопрано з великими голосами, оскільки партія не переважає на верхівках їхнього діапазону. Ця партія має відносно низьку теситуру, не вище сі-бемоль, і то лише кілька разів; вона вимагає великої вокальної сили і досить складна для виконання на драматичному рівні, особливо під час так званого «речетативу» та сцени смерті. Відомі Адріани за останні 75 років: Клаудія Муціо, Магда Оліверо, Карла Ґавацці, Лейла Генджер, Монтсеррат Кабальє, Рената Тебальді, Райна Кабайванська, Рената Скотто, Мірелла Френі та Джоан Сазерланд. Анжела Георгіу виконала цю роль у Лондонській королівській опері в 2010 році з Йонасом Кауфманом у ролі Мауріціо. 31 грудня 2018 року Метрополітен-опера презентувала нову постановку Девіда МакВікара з Ганною Нетребко у головній ролі, Пйотром Бечалою у ролі Мауріціо та Анітою Рачвелішвілі у ролі принцеси Буйонської.
Запис частини дуету «No, più nobile» з останньої дії, перероблений в арію для тенора, був зроблений Карузо ще в 1902 році для компанії «Gramophone & Typewriter Company» в Мілані та її філіях, із Чілеа за фортепіано.

## Дійові особи та перші виконавці
| Партія                                              | Тип голосу    | Прем'єрна постановка, 6 листопада 1902 року (Диригент: Клеофонте Кампаніні) |
| --------------------------------------------------- | ------------- | --------------------------------------------------------------------------- |
| Адріана Лекуврер (Адрієна Лекуврер), відома актриса | сопрано       | Анжеліка Пандольфіні                                                        |
| Мауріціо (Моріц Саксонський), граф Саксонський      | тенор         | Енріко Карузо                                                               |
| Принцеса Буйонська                                  | меццо-сопрано | Едвіґе Ґібаудо                                                              |
| Принц Буйонський                                    | бас           | Едоардо Соттолана                                                           |
| Абат Шазейський                                     | тенор         | Енріко Джордані                                                             |
| Мішонне, керівник сцени                             | баритон       | Джузеппе де Лука                                                            |
| Міс Жувено                                          | сопрано       |                                                                             |
| Міс Данґевіл                                        | меццо-сопрано |                                                                             |
| Пуассон                                             | тенор         |                                                                             |
| Кіно                                                | бас           |                                                                             |
| Майор-домо                                          | тенор         |                                                                             |

## Зміст
Місце: Париж, Франція: Час: 1730

### Дія 1
За лаштунками в Комеді Франсез
Готуючись до виступу, трупа метушиться навколо Мішонне, керівника сцени. Принц Буйонський, шанувальник і покровитель актриси Дюкло, присутній зі своїм супутником, абатом. Адріана починає співати речитатив. Отримавши компліменти, вона співає «Io son l'umile ancella» («Я покірна слуга творчого духу»). Принц чує, що Дюкло пише лист, і організовує його перехоплення. Залишившись наодинці з Адріаною, Мішоннет хоче висловити свою любов до неї. Однак Адріана пояснює, що у неї є коханий: Мауріціо, солдат на службі у графа Саксонії, вона не знає, що Мауріціо насправді є графом. Мауріціо входить і заявляє про свою любов до Адріани — «La dolcissima effigie». Вони згодні зустрітися після виступу. Адріана дає йому кілька фіалок для його бутоньєрки. Принц і абат повертаються. Вони отримали лист від Дюкло, в якому вона просить зустрітися з Мауріціо пізніше того вечора на віллі принца (насправді вона діє як довірена особа принцеси Буйонської, яка закохана в Мауріціо і одночасно разом з ним причетна до деяких політичних питань). Принц вирішує влаштувати вечірку на віллі, щоб викрити Дюкло і Мауріціо. Лист Дюкло доходить до Мауріціо, який потім скасовує свою зустріч з Адріаною. Отримавши його повідомлення на сцені, вона погоджується приєднатися до вечірки принца, сподіваючись зустріти графа і поговорити з ним про просування Мауріціо.

### Дія 2
Вілла біля Сени
Принцеса Буйонська, а не актриса Дюкло, чекає на Мауріціо і освічується у любові до нього: «Acerba voluttà, dolce tortura». Коли він заходить, вона бачить фіалки і запитує про них. Мауріціо дарує фіалки принцесі. Тим не менше, незважаючи на те, що він вдячний принцесі за допомогу в суді, він визнає, що більше її не любить. Хоча вона здогадується, що у нього є кохана, він не називає її імені. Раптово прибувають принц і абат, принцеса ховається. Мауріціо розуміє, що вони думають, що він з Дюкло. Адріана заходить і дізнається про справжню ідентичність Мауріціо. Він каже Адріані, що призначення було політичним. Вони повинні організувати втечу жінки, яка переховується. Адріана довіряє йому і погоджується допомогти. Під час інтермецо у будинку стає темно і Адріана використовує можливість сказати принцесі, що вона може врятуватися. Однак дві жінки взаємно підозрюють одна одну і спроба порятунку перетворюється на палючу сварку, після чого принцеса остаточно йде. Директор сцени Мішонне помічає, що принцеса загубила браслет, який він дає Адріані.

### Дія 3
Готель Буйон
Мауріціо потрапив у в'язницю за борги, тоді як принцеса відчайдушно намагається дізнатися особу своєї суперниці. Принц, який має зацікавлення до хімії, зберігає потужну отруту, яку його попросив проаналізувати уряд. На прийомі, який влаштовують принц і принцеса, гості повідомляють про приїзд Мішонне та Адріани. Принцеса думає, що вона впізнала голос гості. Коли принцеса каже, що Мауріціо був поранений у поєдинку, Адріана непритомніє. Однак незабаром, коли входить Мауріціо, Адріана в захваті. Він співає про свої військові подвиги «Il russo Mencikoff». Виконується балет: «Judgement of Paris». Адріана дізнається, що браслет, знайдений Мішонне, належить принцесі. Зрозумівши, що вони є суперницями за прихильність Мауріціо, принцеса та Адріана кидають виклик одна одній. Коли принцеса пропонує, щоб Адріана заспівала сцену з «Покинутої Аріадни», замість цього принц просить сцену з «Федри». Адріана використовує заключні рядки тексту, щоб здійснити рішучий напад на принцесу, яка вирішує помститися.

### Дія 4
Кімната в будинку Адріани
Мішонне чекає пробудження Адріани. Адріана наповнена гнівом і ревнощами. Члени театральної трупи приїжджають до неї у гості, приносять їй подарунки на іменини і намагаються переконати її повернутися до театру. Мішонне знайшов діамантове намисто, попередньо закладене Адріаною, щоб допомогти Мауріціо виплатити борги. Крім того, була доставлена скринька із запискою від Мауріціо. Адріана дивиться на записку і одразу почуває себе погано. Вона заглядає у скриньку і дістає зів'ялі фіалки, які вона колись подарувала Мауріціо в театрі. Їй боляче, що він повернув їх назад. Вона цілує квіти «Poveri fior» і кидає їх у вогонь. Входить Мауріціо. Він пропонує їй одружитися. Хоча вони обіймаються, він розуміє, що її трусить. Мауріціо каже Адріані, що він не посилав квітів. Вона божеволіє. Мішонне і Мауріціо розуміють, що її отруїла принцеса. На мить її розум знову стає ясним, «ecco la luce», але потім вона помирає.

## Записи
| Рік      | У ролях (Адріана Лекуврер, принцеса Буйонська, Мауріціо, Мішонне)          | Диригент, Оперний театр та оркестр                                                                                     | Лейбл                                                                        |
| -------- | -------------------------------------------------------------------------- | --- | ---------------------------------------------------------------------------- |
| 1950 рік | Мафальда Фаверо, Єлена Ніколаї, Нікола Філакуріді, Луїджі Боргоново        | Федеріко Дель Куполо, Оркестр і хор Ла Скала, Мілан                                                                    | CD: VAI Cat: 1230                                                            |
| 1951 рік | Карла Ґавацці, Міті Труккато Паче, Джачінто Пранделлі, Сатурно Мелетті     | Альфредо Сімонетто, Оркестр і хор RAI, Мілан                                                                           | CD: Колекція Cetra Opera — Warner Fonit Cat: 8573 87480-2                    |
| 1959 рік | Магда Оліверо, Джульєтта Сіміонато, Франко Кореллі, Етторе Бастіаніні      | Маріо Россі, Оркестр опери та хор Сан-Карло, Неаполь (прямий запис)                                                    | CD: Opera D'Oro Cat: 7037                                                    |
| 1961 рік | Рената Тебальді, Джульєтта Сіміонато, Маріо Дель Монако, Джуліо Фіораванті | Франко Капуана, Оркестр і хор академії «Санта-Сесілія», Рим                                                            | CD: Decca Cat: 430256-2                                                      |
| 1975 рік | Монтсеррат Кабальє, Пласідо Домінго, Джанет Костер, Ораціо Морі            | Джанфранко Масіні, Ліричний оркестр оркестру та хору Радіо Франція (прямий запис)                                      | CD: Opera D'Oro Cat: OPD-1194                                                |
| 1977 рік | Рената Скотто, Олена Образцова, Джакомо Арагалл, Джузеппе Таддей           | Джанандреа Гавазені, Оркестр та хор Опери Сан-Франциско                                                                | CD: Myto Records Cat: 2MCD 005 234                                           |
| 1977 рік | Рената Скотто, Олена Образцова, Пласідо Домінго, Шерил Мілнс               | Джеймс Лівайн, Оркестр філармонії, хор Амброзійської опери                                                             | CD: записи CBS Cat: M2K 79310                                                |
| 1988 рік | Джоан Сазерленд, Клеопатра Цюрка, Карло Бергонці, Лео Нуччі                | Річард Бонінг, Валлійський національний оперний оркестр та хор, Кардіфф, Уельс                                         | CD: Decca Cat: 475 7906                                                      |
| 1989 рік | Мірелла Френі, Фьоренца Коссотто, Петер Дворський, Іво Вінко               | Джанандреа Гавазені, Оркестр Ла Скала і хор, Мілан                                                                     | DVD: Opus Arte Cat: OALS 3011D                                               |
| 2000 рік | Даніела Дессі, Ольга Бородіна, Сергій Ларін, Карло Гуельфі                 | Роберто Різзі Бріньолі, Оркестр Ла Скала і хор, Мілан (Аудіо та відеозаписи вистави (або виступів) у Ла Скала, січень) | DVD: TDK «Медіатив» Cat: DV-OPADL Аудіо CD: The Opera Lovers Cat: ADR 200001 |
| 2019 рік | Ганна Нетребко, Аніта Рачвелішвілі, Пйотр Бечала, Амброжіо Маестрі         | Джанандреа Носеда, Оркестр та хор Метрополітен-опера (Відеозапис виступу в Метрополітен-опера 12 січня)                | Метрополітен-опера на вимогу                                                 |